# Charles Olemus
Charles Olemus, né le 16 février 1947, est un athlète haïtien qui participe aux Jeux olympiques d'été de 1976 à Montréal.

## Participation aux Jeux olympiques de Montréal
Charles Olemus participe à la compétition de course à pied sur 10 000 mètres. Il arrive dernier du premier tour des séries avec un temps de 42 min 0 s 11, mais bat le record d'Haïti dans cette discipline. L'Agence France-Presse, reprenant ainsi à son compte la célèbre phrase souvent associée à Pierre de Coubertin : « L'important n'est pas de gagner, mais de participer ». Certains commentateurs voient dans les mauvaises performances de l'équipe d'athlétisme d'Haïti l'incompétence du président Jean-Claude Duvalier. Fred Borchelt, médaillé d'argent aux Jeux olympiques d'été de 1984 de Los Angeles en aviron, indique qu'il a été fortement inspiré par la course de Charles Olemus.

### Sources et bibliographie
- (en) Agence France Presse, « Heroics losers », sur olympics.scmp.com, 18 juillet 2008 (consulté le 15 février 2012)
- (en) Holger Hupf, Virtual Museum of Olympic Summer Games, « Last place finishers and performances », sur olympic-museum.de, 2005 (version du 17 octobre 2007 sur Internet Archive)
- (en) Les MacPherson, The StarPhoenix, « Haiti home to poverty, creole and coups », sur www.thestarphoenix.com, 21 janvier 2010 (consulté le 15 février 2012)
- (en) Nigel B. Crowther, « Nothing New under the Olympic Sun ? The Swearing of Oaths at the Ancient and Modern Games », sur www.la84foundation.org (consulté le 15 février 2012)
- (en) Fred Borchelt, « A True Champion », sur home.comcast.net (consulté le 17 février 2012)